# Рогово (Крым)
Ро́гово (до 1948 года Ени́-Сала́; укр. Рогове, крымскотат. Yañı Sala, Янъы Сала) — село в Красногвардейском районе Республики Крым, входит в состав Краснознаменское сельское поселение (согласно административно-территориальному делению Украины — Краснознаменского сельского совета Автономной Республики Крым).

## Население
| 2001 | 2014 |
| ---- | ---- |
| 350  | ↘230 |

Всеукраинская перепись 2001 года показала следующее распределение по носителям языка
| Язык             | Процент |
| ---------------- | ------- |
| крымскотатарский | 45.43   |
| русский          | 39.14   |
| украинский       | 14.57   |
| другие           | 0.29    |

### Динамика численности
- 1939 год — 147 чел.[10]
- 1989 год — 343 чел.[10]
- 2001 год — 350 чел.[11]
- 2009 год — 257 чел.[12]
- 2014 год — 230 чел.[13]

## Современное состояние
На 2017 год в Рогово числится 1 улица — Октябрьская; на 2009 год, по данным сельсовета, село занимало площадь 64,4 гектара на которой, в 82 дворах, проживало 257 человек. В селе действует фельдшерско-акушерский пункт, Рогово связано автобусным сообщением с райцентром и соседними населёнными пунктами.

## География
Рогово — село в степном Крыму на юго-западе района, у границы с Сакским районом, высота центра села над уровнем моря — 77 м. Соседние сёла: Тимошенко в 3 км на юг, Прямое в 3 км на восток и Трактовое в 3,5 км на запад. Расстояние до райцентра — около 43 километров (по шоссе) на север, ближайшая железнодорожная станция — Элеваторная примерно в 18 километрах. Транспортное сообщение осуществляется по региональной автодороге 35Н-229 от шоссе 35Н-256 Котельниково — Краснознаменка (по украинской классификации — С-0-10618).

## История
Село основано, вероятно, в конце 1920-х годы (на территории Биюк-Онларского района, указом Президиума Верховного Совета РСФСР № 621/6 от 14 декабря 1944 года переименованный в Октябрьский), по некоторым данным, основано выходцами из Ени-Салы Бахчисарайского района (тогда, по инициативе Вели Ибраимова крымские татары из многолюдных сёл переселялись в другие местности Крыма. Впервые в доступных источниках встречается в данных всесоюзной переписи населения 1939 года, согласно которым в селе проживало 147 человек. Еми-Саля также встречается на карте Генштаба Красной армии 1942 года.
После освобождения Крыма от фашистов в апреле, 12 августа 1944 года было принято постановление № ГОКО-6372с «О переселении колхозников в районы Крыма» и в сентябре 1944 года в район приехали первые новоселы (57 семей) из Винницкой и Киевской областей, а в начале 1950-х годов последовала вторая волна переселенцев из различных областей Украины. С 25 июня 1946 года Ени-Сала в составе Крымской области РСФСР. Указом Президиума Верховного Совета РСФСР от 18 мая 1948 года Ени-Салы (вариант — Еми-Саля) Октябрьского района была переименована в Рогово. 26 апреля 1954 года Крымская область была передана из состава РСФСР в состав УССР. Время включения в Краснознаменский сельсовет пока не установлено: на 15 июня 1960 года село уже числилось в его составе. Указом Президиума Верховного Совета УССР «Об укрупнении сельских районов Крымской области», от 30 декабря 1962 года, Октябрьский район был упразднён и Амурское присоединили к Красногвардейскому и Рогово присоединили к Красногвардейскому району. К 1968 году к Рогово присоединили Богатырь (согласно справочнику «Крымская область. Административно-территориальное деление на 1 января 1968 года» — в период с 1954 по 1968 годы). По данным переписи 1989 года в селе проживало 343 человека. С 12 февраля 1991 года село в составе восстановленной Крымской АССР, 26 февраля 1992 года переименованной в Автономную Республику Крым. С 21 марта 2014 года в составе Крыма аннексировано Россией.